# 華城市乙

2024年以前の区域

華城市乙（ファソンしおつ）は、大韓民国の国会議員の選挙区。2008年新設。

## 歴史
2008年の第18代総選挙を控えて華城市選挙区が分割され、新設された。
第22代総選挙では世宗特別自治市甲、蔚山広域市北区と並び二大政党以外の候補者が当選した選挙区となった。

## 区域
この節の出典

### 第18・19代総選挙
- 第18代総選挙：華城市（東灘面、陳雁洞、餅店1洞、餅店2洞、半月洞、旗培洞、花山洞、東灘1洞、東灘2洞）
- 第19代総選挙：華城市（東灘面、陳雁洞、餅店1洞、餅店2洞、半月洞、旗培洞、花山洞、東灘1洞、東灘2洞、東灘3洞）

### 第20代総選挙
- 華城市（東灘面、東灘1洞、東灘2洞、東灘3洞、東灘4洞）

### 第21代総選挙
- 華城市（東灘1洞、東灘2洞、東灘4洞、東灘5洞、東灘6洞、東灘7洞、東灘8洞）

### 第22代総選挙
- 華城市（東灘4洞、東灘6洞、東灘7洞、東灘8洞、東灘9洞）

## 歴代国会議員
| 選挙名       | 年     | 当選者 | 党派 | 党派       |
| ------------ | ------ | ------ | ---- | ---------- |
| 第18代総選挙 | 2008年 | 朴普煥 |      | ハンナラ党 |
| 第19代総選挙 | 2012年 | 李元旭 |      | 民主統合党 |
| 第20代総選挙 | 2016年 | 李元旭 |      | 共に民主党 |
| 第21代総選挙 | 2020年 | 李元旭 |      | 共に民主党 |
| 第22代総選挙 | 2024年 | 李俊錫 |      | 改革新党   |

## 歴代選挙結果

### 第22代総選挙華城市乙選挙区
当日有権者数：169,135人 最終投票率：72.68%（3.87%）
| 候補者名 | 所属党派   | 新旧 | 得票数   | 得票率 | 備考 |
| -------- | ---------- | ---- | -------- | ------ | ---- |
| 李俊錫   | 改革新党   | 新   | 51,856票 | 42.41% |      |
| 孔泳雲   | 共に民主党 | 新   | 48,578票 | 39.73% |      |
| 韓政旼   | 国民の力   | 新   | 21,826票 | 17.85% |      |